# Austrelatus mianminensis
Austrelatus mianminensis (лат.) — вид жуков-плавунцов рода Austrelatus из подсемейства Copelatinae (Dytiscidae). Новая Гвинея. Видовое название A. mianminensis дано по месту обнаружения типовой серии (Mianmin).

## Распространение
Встречается в Папуа — Новой Гвинее на острове Новая Гвинея (провинция Сандаун, Mianmin, 04°53'17,5"S, 141°34'07,1"E, на высотах 30—1080 м над уровнем моря). В районе Мианмин этот вид был собран в лесном и прибрежном речном водоёмах.

## Описание
Мелкие жуки-плавунцы, длина 5,6—6,4 мм. Представителей можно отличить от близких видов по следующей комбинации признаков: переднеспинка и надкрылья почти одноцветные коричнево-чёрные; срединная доля гениталий имеет латеральный край левой дорсальной доли со слабым краем, под которым расположены спинулоподобные структуры. Голова желтовато-красная до красновато-коричневой. Переднеспинка в передней части боков от желтовато-красного до красновато-коричневого цвета, иногда более, иногда менее расширенная. Надкрылья с жёлтым или желтовато-красным вершинным пятном, иногда довольно маленьким и округлым, иногда более крупным или даже слегка расширяющимся латерально. Антенны, другие головные придатки, а также передние и средние ноги желтовато-красноватые до красновато-коричневых, задние ноги темнее, особенно дистально. Брюшная сторона тёмно-коричневая. Надкрылья с 11+1 бороздками (но бороздка 1 обычно слабо вдавлена или по-разному редуцирована).